# Dan Gable
Daniel Mack Gable, noto come Dan Gable (Waterloo, 25 ottobre 1948), è un ex lottatore e allenatore di lotta statunitense, specializzato nella lotta libera.

## Biografia
È nato a Waterloo nello stato federato dell'Iowa.
È famoso per aver perso solo un match nella sua carriera all'Università dell'Iowa, l'ultimo, per la precisione, e per aver vinto l'oro alle Olimpiadi del 1972 a Monaco di Baviera, in cui non ha mai concesso un punto. 
Fu il capo allenatore all'università dell'Iowa dove vinse 16 NCAA team titles fra il 1976 e il 1997, dopo il quale lasciò il suo ruolo a Jim Zalesky. Nel 2006, quando la squadra stava decadendo, Gable chiese a Tom Brands di tornare ad essere il capo allenatore. Il 25 ottobre 2013 sarà riconosciuto come il Dan Gable Day nell'Iowa.
Nel 2020 ha ricevuto la Medaglia presidenziale della libertà.

## Palmarès
- Giochi olimpici

Monaco di Baviera 1972: oro nei pesi leggeri;
- Mondiali

Sofia 1971: oro nei 68 kg;